# Salamanca (Guanajuato)
Salamanca (Otomí: Xidoo) is een stad in de Mexicaanse deelstaat Guanajuato. De plaats heeft 143.838 inwoners (census 2005) en is de hoofdplaats van de gemeente Salamanca.
De stad werd in 1603 gesticht door Gaspar de Zúñiga y Acevedo, die de stad noemde naar zijn geboorteplaats Salamanca. De belangrijkste bron van inkomsten is de petrochemie; in de stad bevindt zich de grootste olieraffinaderij van Petróleos Mexicanos.